# Balling
 For alternative betydninger, se Balling (flertydig). (Se også artikler, som begynder med Balling)
Balling er en by på halvøen Salling med 1.180 indbyggere  (2024), beliggende 6 km sydøst for Rødding, 13 km sydvest for Roslev, 34 km nordøst for Holstebro og 12 km nordvest for Skive. Byen hører til Skive Kommune og ligger i Region Midtjylland.
Balling hører til Balling Sogn. Balling Kirke ligger ensomt lidt nord for selve byen.

## Faciliteter
- Balling Skole har 165 elever på 0.-6. klassetrin og 170 elever på 7.-9. klassetrin. Desuden er der SFO med 80 børn fra 0.-3. klasse og en juniorklub for 4.-6. klasse.[2]
- Tumlegården er en selvejende børnehave.[3]
- Ideen til et multihus i Balling opstod i 2003, og i 2014 blev "Pulsen" indviet. Det er dels en idrætshal med fitnesscenter, spinninglokale, varmtvandsbassin og sauna, multisal til kulturelle arrangementer, festlokaler til selskaber og mødelokaler samt et sundhedshus med praktiserende læger, fysioterapeuter, fodplejer, kommunens "sundhedssatellit" og en sygeplejeklinik.
- Balling Ældrecenter blev genopført i 2005-06 og har 25 plejeboliger og 6 ældreboliger, alle i stueplan.[4]
- Byparken med legeplads blev indviet i 2000. Parken er anlagt i et område, der tit blev oversvømmet, så det var naturligt også at anlægge en lille sø.
- Sparekassen Balling har hovedsæde i Balling og afdelinger i Skive og Holstebro.[5]
- Balling har Dagli'Brugs, pizzeria, slagter, apotek og tandlægeklinik.

## Historie

### Landsbyerne
I 1901 blev Balling beskrevet således: "I Sognet Balling Kirke og Byerne: Nørre- og Sønder-Balling med Skole, Købmandshdlr., Andelsmejeri og Telefonst.;" Det høje målebordsblad fra 1800-tallet viser desuden et jordemoderhus i Nørre-Balling og en mølle i Sønder-Balling.

### Stationsbyen
Sønder-Balling fik jernbanestation på Vestsallingbanen (1924-66). Stationen havde omløbsspor og læssespor med stikspor samt svinefold.
Det lave målebordsblad fra 1900-tallet viser foruden stationen forsamlingshus, bageri, fattighus, lægebolig, apotek og telefoncentralen i Sønder-Balling. I Nørre-Balling lå skolen og mejeriet. Kirkelandsbyen Nørre-Balling og stationsbyen Sønder-Balling voksede sammen midt i 1900-tallet, men betragtes som to bydele i Balling by. Grænsen mellem dem går ved vejen Villaparken, hvis villaer hører til Nørre-Balling.
Stationsbygningen er bevaret på Posthusvej 6. Den 25 km lange asfalterede cykel- og vandresti "Vestsallingstien" går gennem byen på Posthusvej, som er anlagt på banens tracé. I forlængelse af Posthusvej mod sydøst følger stien banetracéet på 800 meter til Vollingvej. Mod sydvest fra Ørnevej følger stien kun sporadisk banetracéet.

### Kommunen
Volling Sogn var i 1800-tallet et anneks til Balling Sogn, hvor præstegården lå. Balling-Volling pastorat blev grundlaget for Balling-Volling sognekommune, der fungerede frem til kommunalreformen i 1970, hvor den indgik i Spøttrup Kommune. Balling og Rødding var omtrent lige store og ville begge have kommunens rådhus, men som kompromis blev det placeret i landsbyen Ramsing.